# Morphnarchus princeps
Morphnarchus princeps е вид птица от семейство Ястребови (Accipitridae), единствен представител на род Morphnarchus.

## Разпространение
Видът е разпространен в Еквадор, Колумбия, Коста Рика, Панама и Перу.